# Julius Wengel

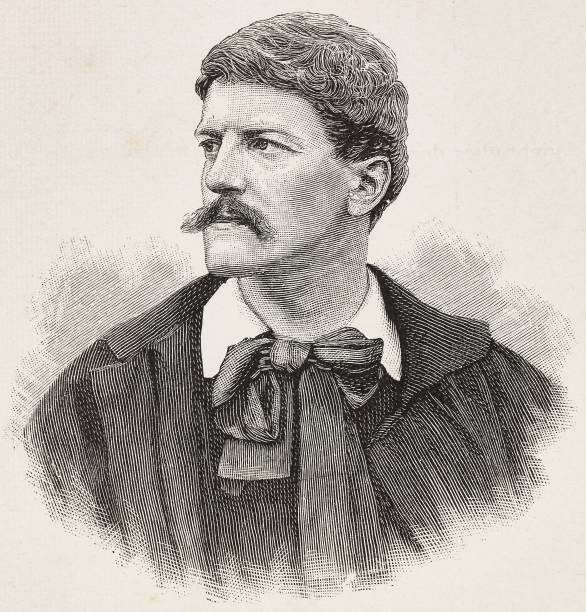
Jules Wengel (um 1893)

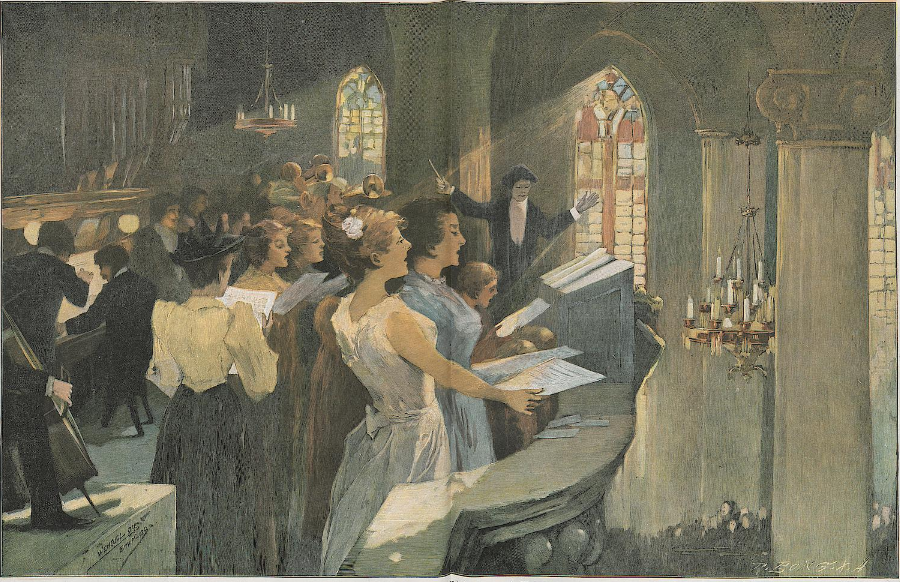
Friede auf Erden und den Menschen ein Wohlgefallen,
Aquarell-Facsimile, 1895

Julius Wilhelm Ludwig Wengel, ab 1905 Jules Wengel (* 30. Mai 1865 in Heilbronn; † 5. März 1934 in Attin,  Frankreich), war ein deutsch-französischer Genre- und Landschaftsmaler. 1905 wurde er in Frankreich eingebürgert.

## Leben
Julius Wengel studierte an der Kunstakademie Leipzig und an der Kunstakademie Dresden. Danach war er zunächst in Dresden tätig. In den 1890er Jahren ging er nach Frankreich und wurde sesshaft in Étaples-sur-Mer im Département Pas-de-Calais. In dieser kleinen Hafenstadt am Ärmelkanal an der Côte d’Opale hatte sich ab den 1880er Jahren eine Künstlerkolonie gebildet, die überwiegend aus englischen und amerikanischen Künstlern bestand. Ab etwa 1895 wohnte er in Attin, einem Ort bei Montreuil-sur-Mer, wie Étaples am Fluss Canche gelegen.
Wengel stellte seine Bilder auf den bekannten deutschen Ausstellungen aus, so 1889 auf der Berliner Akademieausstellung, 1893 und 1895 auf der Großen Berliner Kunstausstellung, den Dresdner Aquarellausstellungen (Ehrendiplom 1890), der Sächsisch-Thüringischen Gewerbe-Ausstellung in Leipzig 1897 (Silbermedaille) und den Kunstausstellungen der Vereinigung Bildender Künstler Österreichs (1898/99). Von 1892 bis 1905 war er mit seinen Werken vertreten auf den von der Société nationale des beaux-arts veranstalteten Jahresausstellungen im Salon de Paris. 1896 wurde er neben Henri Le Sidaner, John Lavery und Eugène Chigot (1860–1923) assoziiertes Mitglied der Société. Er war Mitglied in der Gesellschaft Deutscher Aquarellisten.
Wengels Motive waren Genreszenen, Porträts und Landschaften – teilweise religiös – mit einem Hang zur Symbolik und Mystik, von einem Rezensenten auch mal als „verschummerte Nebel- und Mondscheinlandschaften“ bezeichnet. Er war auch als Aquarellist und Illustrator tätig. So schuf er 1895 die Illustrationen zu  „Taj Mahal“, einem Gedicht der schwedischen Orientalistin und Übersetzerin Andrea Butenschön oder 1896 zu „Gulab Soubi“, einer Geschichte von  René Delmas de Pont-Jest (1829–1904).